# Uithemmolen
De Uithemmolen is een watermolen in Wezemaal, een plaats in de Vlaams-Brabantse gemeente Rotselaar. De molen bevindt zich op Molenbaan 2.
Deze watermolen op de Winge, van het type middenslagmolen, fungeerde als korenmolen.

## Geschiedenis
De molen werd voor het eerst vermeld in 1775. Rond 1800 was hij in het bezit van de familie d'Ursel, maar in 1913 werd hij verkocht aan een particuliere molenaar. In 1846 werd er een nieuw molenhuis gebouwd. Na de Tweede Wereldoorlog, tot 1954, was er een metalen middenslagrad aanwezig, dat naast het maalwerk ook een gelijkstroomgenerator aandreef. In 2002 werd er een nieuw middenslagrad geïnstalleerd, dat echter alleen vrij draaide en geen aandrijffunctie had. Een deel van het molenhuis, dat in 1960 door blikseminslag werd verwoest, werd na 1994 verbouwd tot woning. Het overige deel is beschermd en bevat een deel van de oorspronkelijke maalinrichting.
- Inventaris van het Bouwkundig Erfgoed (Vlaanderen): 200169